# Icosaèdre
En géométrie, un icosaèdre est un solide de dimension 3, de la famille des polyèdres, contenant exactement vingt faces. Le préfixe icosa- et le suffixe -èdre, tous deux d'origine grecque, signifient « vingt » et « face ».
Il existe de nombreux polyèdres à vingt faces tels l'icosaèdre régulier convexe (appelé plus simplement icosaèdre si le contexte fait référence aux solides de Platon), l'icosaèdre rhombique, le pseudo-icosaèdre, le grand icosaèdre ou plusieurs solides de Johnson.

## Histoire
Dans son Timée, Platon, après avoir décrit les cinq polyèdres réguliers convexes, attribue à chacun des quatre premiers un élément de l'univers. À l'icosaèdre, il associe l'eau qui, selon lui, est la forme la moins mobile, après le cube, c'est-à-dire celle qui doit comporter le plus de faces et de sommets. Il remarque ainsi qu'il faut deux corps et demi d'air (octaèdre) pour construire un élément d'eau (icosaèdre) et qu'un élément d'eau peut être détruit par le feu (tétraèdre) pour former 5 éléments de feu. Platon classe parmi les éléments d'eau, entre autres, l'or, le diamant et l'airain.
Un icosaèdre a été trouvé dans une tombe romaine à Aléria en Corse. On peut le voir au musée d'Aléria.

## Géométrie de l'icosaèdre régulier convexe
Rappelons qu'un polyèdre est dit régulier si toutes ses faces sont identiques à un même polygone régulier et si, de chaque sommet, partent le même nombre d'arêtes. Un polyèdre est dit convexe si tout segment dont les extrémités sont à l'intérieur du polyèdre est intégralement à l'intérieur du polyèdre. 
Comme l'icosaèdre (régulier convexe) a trois sommets par face, et cinq faces par sommet, son symbole de Schläfli est {3,5}.
Le squelette de cet icosaèdre — l'ensemble de ses sommets reliés par ses arêtes — forme un graphe appelé graphe icosaédrique.
Le groupe des rotations de l'icosaèdre, formé par les rotations de l'espace qui laissent ce polyèdre globalement invariant tout en permutant certaines faces, comporte 60 éléments et est isomorphe au groupe alterné A5.
Un autre solide de Platon a le même groupe de rotations que l'icosaèdre : le dodécaèdre régulier. On l'obtient en considérant le solide dont les sommets sont les centres des faces d'un icosaèdre. Réciproquement, on obtient un icosaèdre en considérant le solide ayant pour sommets les centres des faces d'un dodécaèdre régulier. On dit que les solides de Platon icosaèdre et dodécaèdre sont duaux.

### Patronsd'un icosaèdre

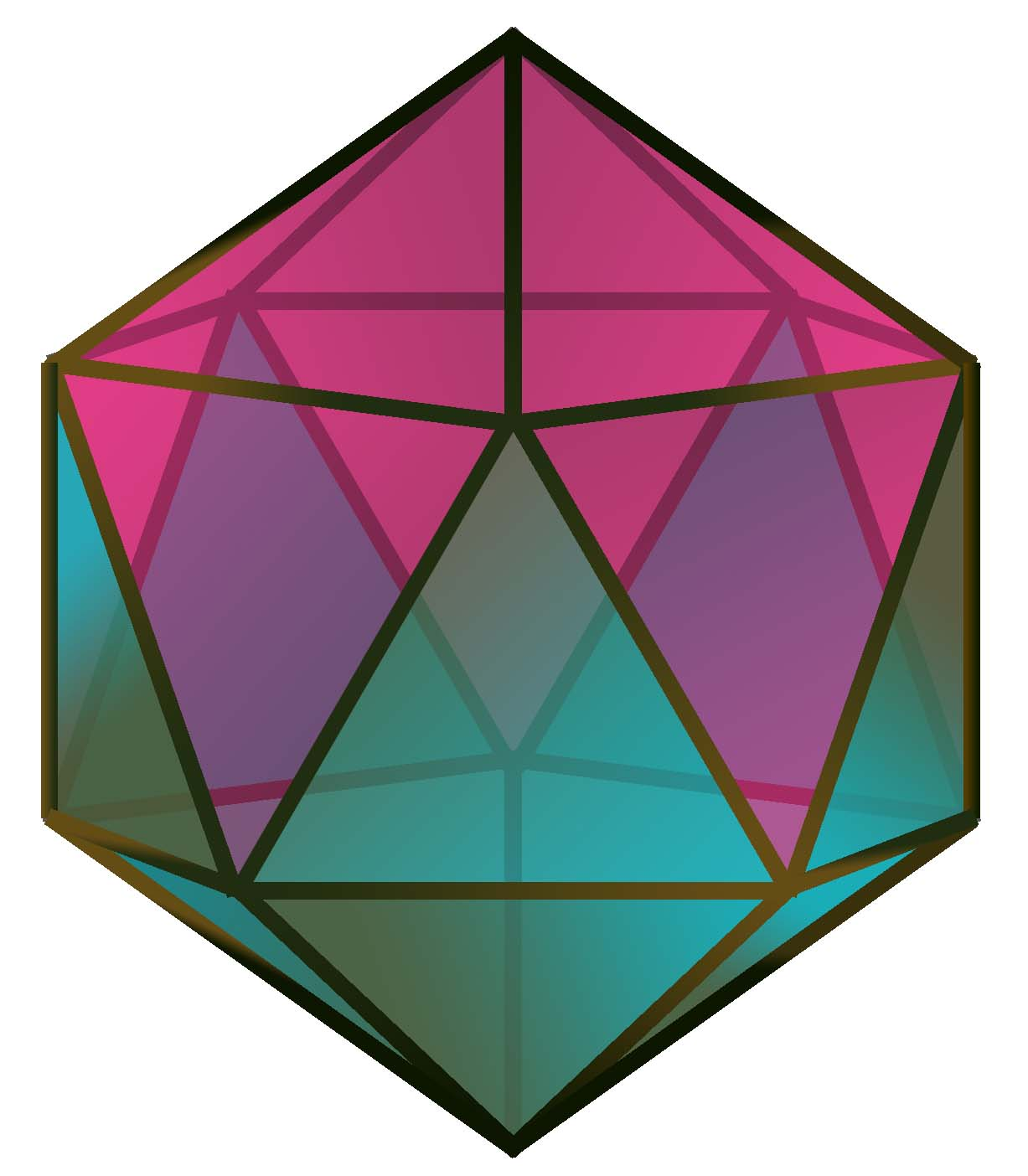
Fig. 2. Si le bol inférieur est bleu et le bol supérieur rouge, on obtient cette figure.

Fig. 1. Exemple de patron de l'icosaèdre régulier.

Un icosaèdre se construit à l'aide de 20 triangles équilatéraux de même dimension. On commence par assembler 5 des triangles par leurs arêtes de telle manière qu'ils forment un bol avec une pointe en bas. Ainsi la base du solide est un sommet partagé par les 5 triangles et le bord est composé de 5 segments, tous de même longueur, formant un pentagone régulier. Sur chacun des 5 segments formant la surface du bol, on colle un nouveau triangle de manière que le côté supérieur de chaque triangle du bol soit aussi le côté inférieur d'un des 5 triangles ajoutés. On redresse ensuite les 5 triangles supérieurs de manière que leurs faces soient verticales. On obtient alors un bol plus vaste, composé de 10 triangles, et dont la partie supérieure est formée de 5 dents.
On construit une deuxième forme identique à la première. On a alors utilisé l'intégralité des 20 triangles. La deuxième forme s'emboîte exactement dans la première, formant un polyèdre régulier. Il est illustré sur la figure 2, le bol inférieur est bleu. On remarque sa calotte inférieure, puis les 5 dents, dont 3 sont face à un observateur et 2 derrière. Le bol supérieur, en rouge sur la figure possède la même géométrie. Pour les emboiter, il suffit de placer la calotte en haut et 2 dents en face de l'observateur.
On peut encore construire l'icosaèdre à l'aide du patron illustré sur la figure 1. L'icosaèdre s'obtient en collant le côté libre du triangle jaune en haut à gauche sur le côté libre du triangle orange, en bas à droite. Les 5 triangles rouges, connexes aux triangles orange, sont alors approchés pour que leurs sommets libres se confondent en un seul point. La même opération, effectuée sur les 5 triangles rouges, connexes aux triangles jaunes, termine la construction de l'icosaèdre. Le patron présenté ici est un exemple, il en existe bien d'autres. On en trouve 43 380.
Alexandre Grothendieck, comme il le raconte dans sa biographie, a toujours été fasciné par l'icosaèdre. À la fin de sa carrière alors qu'il était à l'université de Montpellier, il proposa à ses étudiants un examen de réflexion dans lequel ils devaient construire un icosaèdre en papier et leur attribua à tous d'excellentes notes, ce qui fit scandale parmi ses collègues.

### Propriétés
Un icosaèdre comporte 20 faces. Il possède 12 sommets, 1 en bas, 5 à la base inférieure des dents décrites dans la première construction et autant pour le bol supérieur. Il possède 30 arêtes : chacun des 12 sommets est commun à 5 arêtes, soit 60, mais comme une arête contient 2 sommets, il faut diviser 60 par 2 pour obtenir le bon résultat.
Sommets, arêtes et faces — 
Un icosaèdre régulier convexe contient 12 sommets, 30 arêtes et 20 faces. L'angle diédral (angle formé par deux faces adjacentes) est de 138,19°.

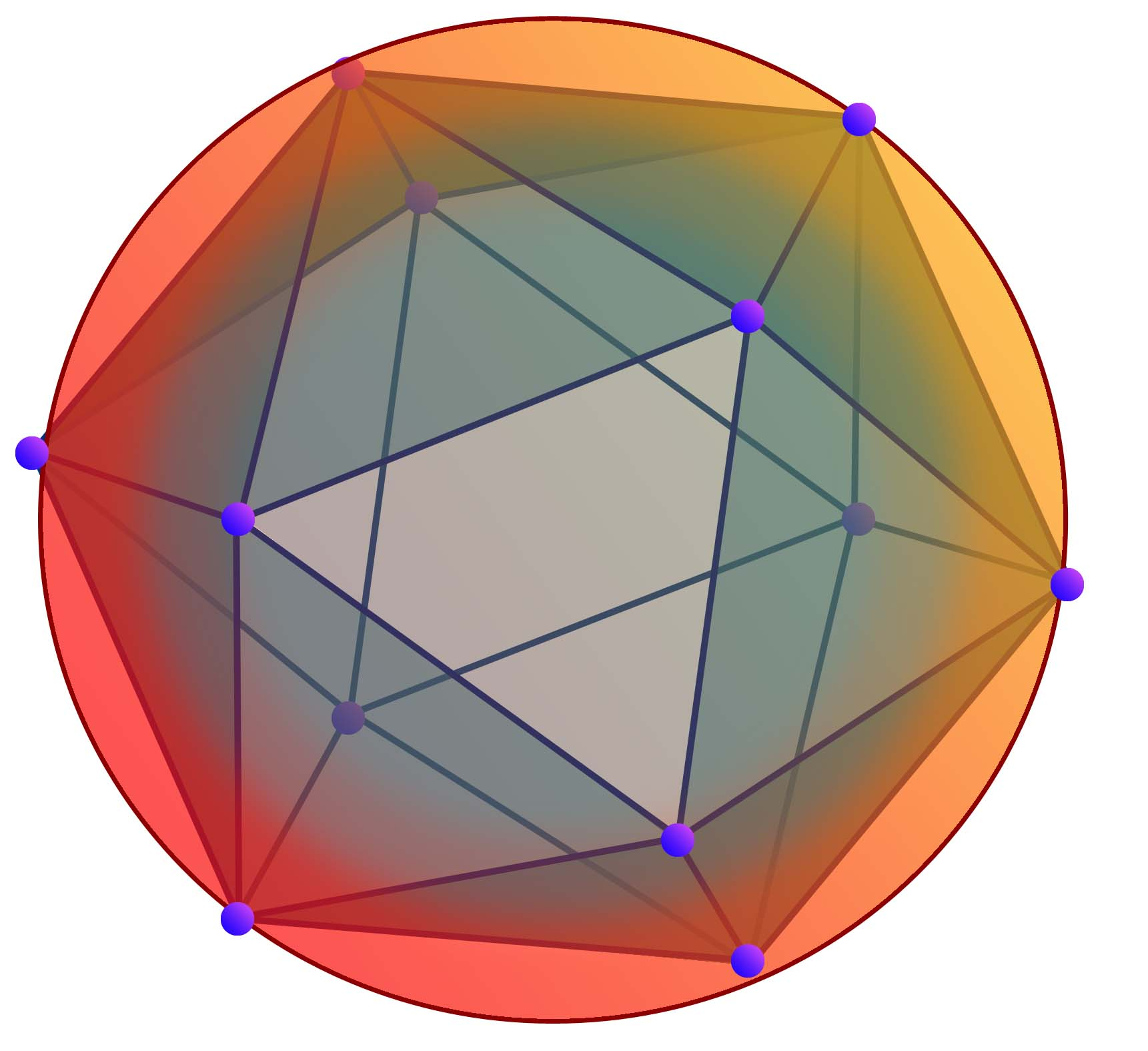
Fig. 3. Sphère circonscrite à l'icosaèdre.

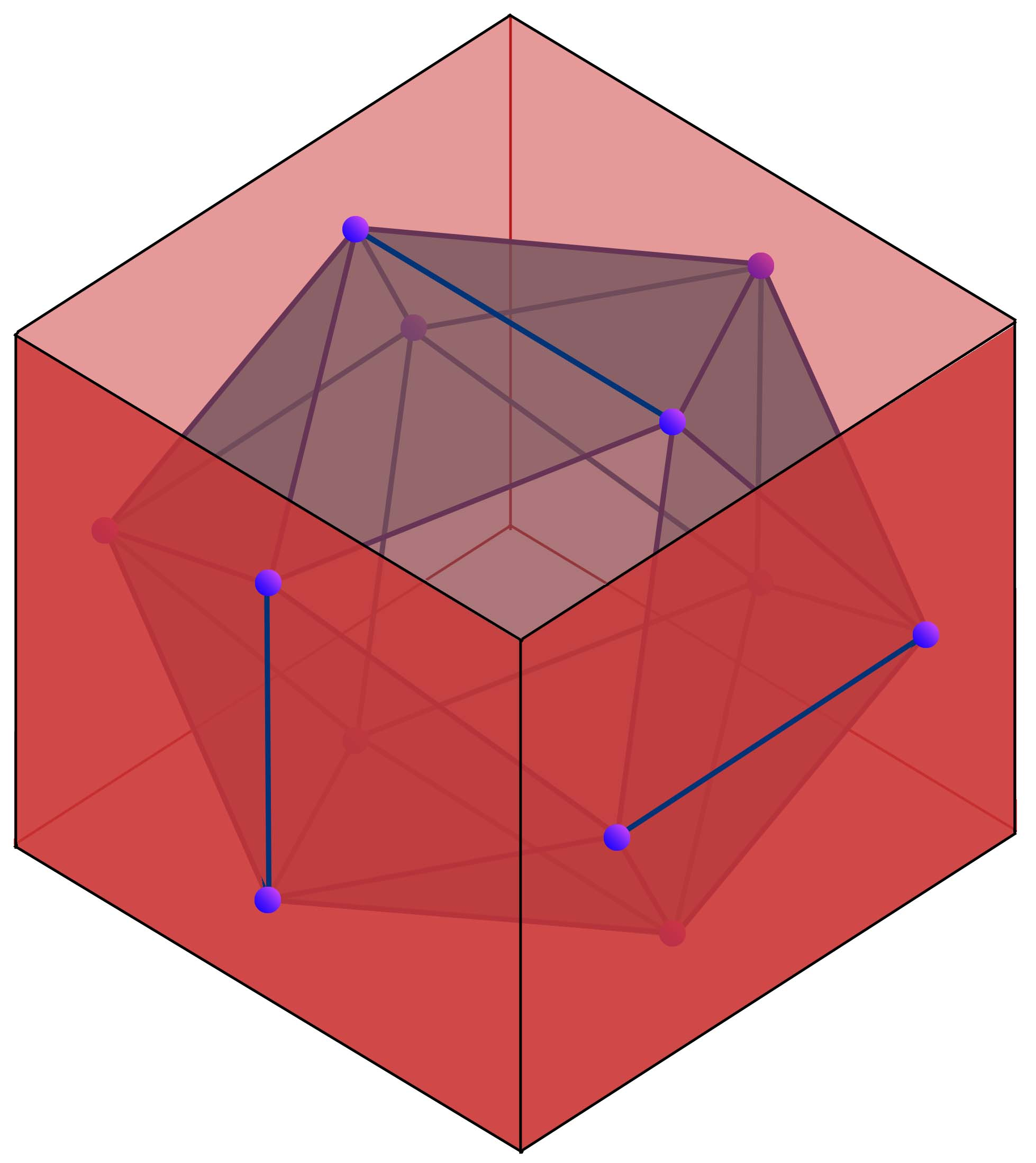
Fig. 4. Cube circonscrit à l'icosaèdre.

Les plus grands segments inclus dans le polyèdre ont tous pour extrémités deux sommets du polyèdre. Il en existe 6 et l'intersection de ces 6 segments est un point, appelé centre du polyèdre. Ce point est aussi le centre de gravité du solide. Il existe 10 segments d'extrémités deux points de la surface du polyèdre, passant par le centre et de longueur minimale. Les extrémités sont les centres de deux faces opposées, elles sont parallèles entre elles. Ces remarques géométriques permettent de qualifier la sphère circonscrite et celle inscrite du solide. La sphère circonscrite est celle de plus petit rayon dont l'intérieur contient l'intérieur du polyèdre. Cette définition généralise celle de cercle circonscrit. On peut de même parler de sphère inscrite pour désigner celle de plus grand rayon dont l'intérieur est inclus dans l'intérieur du solide, généralisant ainsi la définition de cercle inscrit.
Sphères circonscrite et inscrite — 
La sphère circonscrite à l'icosaèdre est de même centre que le solide et contient tous les sommets du polyèdre. La sphère inscrite dans l'icosaèdre a le même centre et contient le centre de chaque face de ce polyèdre.
Une analyse rapide pourrait laisser penser qu'il existe un cercle contenant 6 des sommets du polyèdre. Il n'en est rien : un cercle contient un maximum de 5 sommets. Cette erreur est, par exemple, commise par Albrecht Dürer, un peintre du XVIe siècle. En revanche, Dürer ne commet pas d'erreur quand il affirme que :
Cube circonscrit — 
Le plus petit cube contenant l'icosaèdre est de même centre que le solide, sa surface contient tous les sommets du polyèdre.
Cette propriété est illustrée sur la figure 4. Chacune des faces du cube contient deux sommets et une arête du polyèdre. Le cube contient 6 faces, donc les 12 sommets.
La structure de ce polyèdre est régulière. Les arêtes possèdent toutes la même longueur, deux arêtes d'une même face et possédant un sommet commun forment toujours le même angle, égal à 60 degrés ou encore à π/3, si la mesure de l'angle est le radian. Le nombre d'arêtes partageant un même sommet est une constante qui ne dépend pas du sommet choisi. On parle de polyèdre régulier. Un segment ayant ses deux extrémités à l'intérieur du solide est intégralement à l'intérieur du solide ; on dit que l'icosaèdre est convexe. Une autre manière de voir les choses est de remarquer qu'un élastique qui entoure le solide le touche en chaque point. Ces deux manières de voir sont équivalentes.[réf. nécessaire] Les polyèdres réguliers ne sont pas toujours convexes (voir « Solide de Kepler-Poinsot »). Les polyèdres réguliers convexes sont appelés solides de Platon.
Solide de Platon — 
Il existe un icosaèdre régulier convexe.

### Symétrie
Une isométrie affine laisse un polyèdre globalement invariant lorsque l'image de ce solide par l'isométrie occupe exactement la même position que celle initiale. Les sommets, les arêtes et les faces sont peut-être permutés, mais la position globale est inchangée. Le déterminant d'une isométrie vaut ±1. Toutes les isométries d'un polyèdre fixent son centre. Celles de déterminant 1 (ou déplacements), appelées les « symétries propres » du polyèdre, sont donc des rotations et — par multiplicativité du déterminant — celles de déterminant –1, appelées ses « symétries impropres », sont les composées de l'une d'entre elles (s'il en existe) par ces rotations.
Rotations de l'icosaèdre — 
Il existe 60 rotations laissant l'icosaèdre (régulier convexe) globalement invariant : la rotation d'angle nul, 15 rotations d'un demi-tour, 20 rotations d'un tiers de tour et 24 rotations d'un angle multiple d'un cinquième de tour.

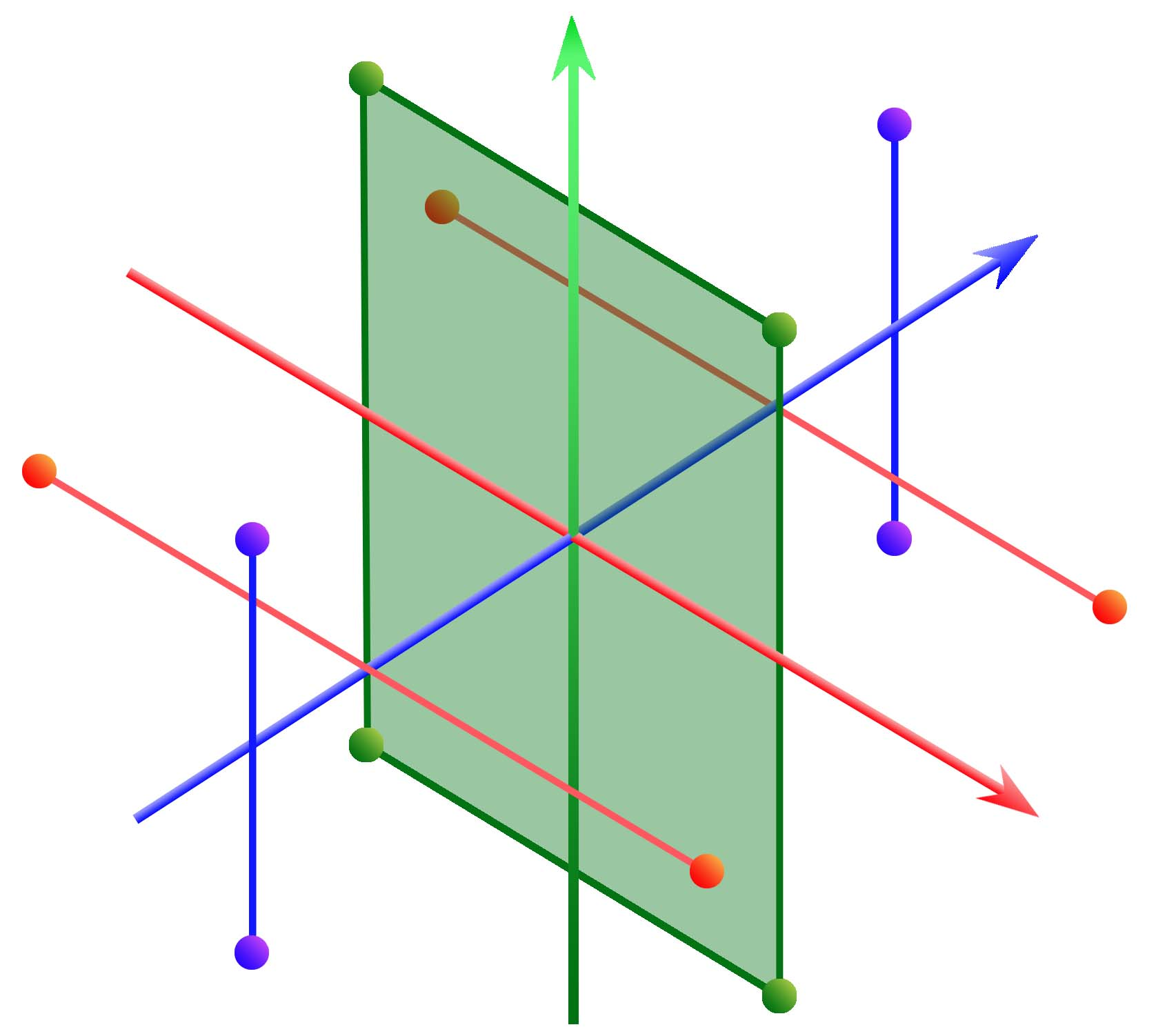
Fig. 5. Rotation d'un demi-tour des sommets de l'icosaèdre.

L'axe d'une telle rotation traverse nécessairement le centre du polyèdre et passe soit par un sommet, soit par le milieu d'une arête, soit par le milieu d'une face.
Étudions, dans un premier temps, les rotations (d'angle non nul) dont l'axe contient le centre d'une arête. Une telle rotation doit échanger les deux sommets de cette arête, donc c'est un demi-tour. Sur la figure 5, on a regroupé les sommets de l'icosaèdre dans des plans perpendiculaires à l'axe de la rotation (en bleu), pour mettre en évidence cinq ensembles. Les deux extrêmes (en bleu) sont composés de deux points formant les arêtes qui délimitent le solide et qui croisent en leur milieu l'axe étudié. On trouve ensuite deux ensembles de deux points (en rouge) qui se trouvent sur deux droites perpendiculaires à la fois aux segments bleus et à l'axe de rotation. Enfin, au milieu du polyèdre, on trouve quatre points (en vert) formant un rectangle. Ces cinq figures sont invariantes par une rotation d'un demi-tour. On en déduit l'existence d'une rotation d'un demi-tour pour chaque paire d'arêtes opposées. Comme il existe 30 arêtes, on a 15 rotations d'un demi-tour.

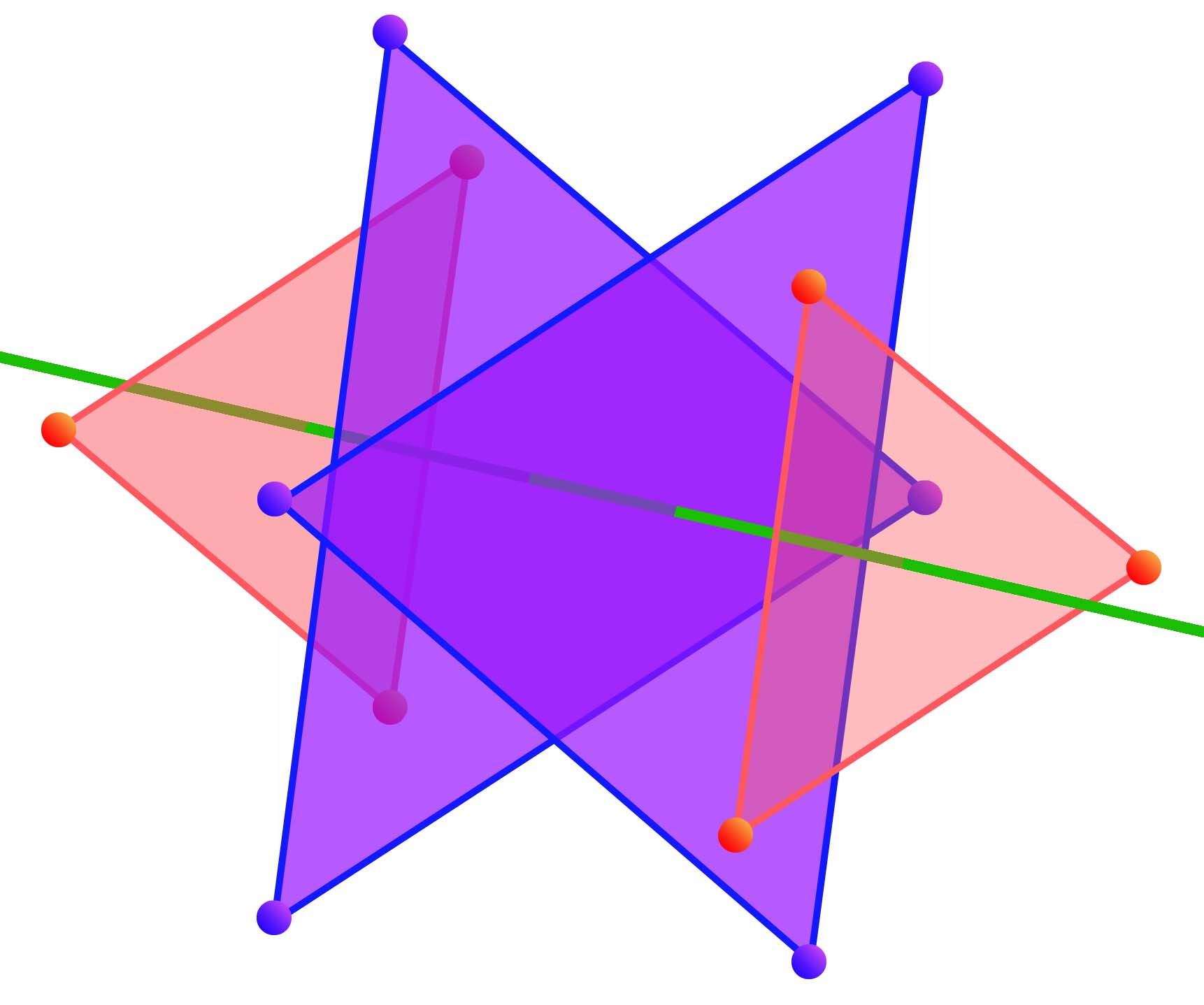
Fig. 6. Rotation d'un tiers de tour des sommets de l'icosaèdre.

Remarquons au passage qu'on peut regrouper 3 par 3 ces 15 demi-tours, par groupes de trois rotations d'axes deux à deux perpendiculaires, et qui par conséquent commutent.
La figure 6 illustre le cas d'une rotation (d'angle non nul) dont l'axe passe par le centre de deux faces opposées. Une telle rotation doit permuter les trois sommets de chacune de ces deux faces, donc c'est un tiers de tour. La même technique que celle utilisée précédemment regroupe cette fois-ci les sommets en quatre ensembles. Par construction, les deux ensembles extrêmes sont des faces. Ce sont des triangles équilatéraux de même taille et pivotés de demi-tour, l'un par rapport à l'autre. Les deux ensembles centraux, en violet sur la figure, sont aussi des triangles équilatéraux, plus grands. Une rotation d'un demi-tour est nécessaire pour faire coïncider deux triangles situés l'un à côté de l'autre.

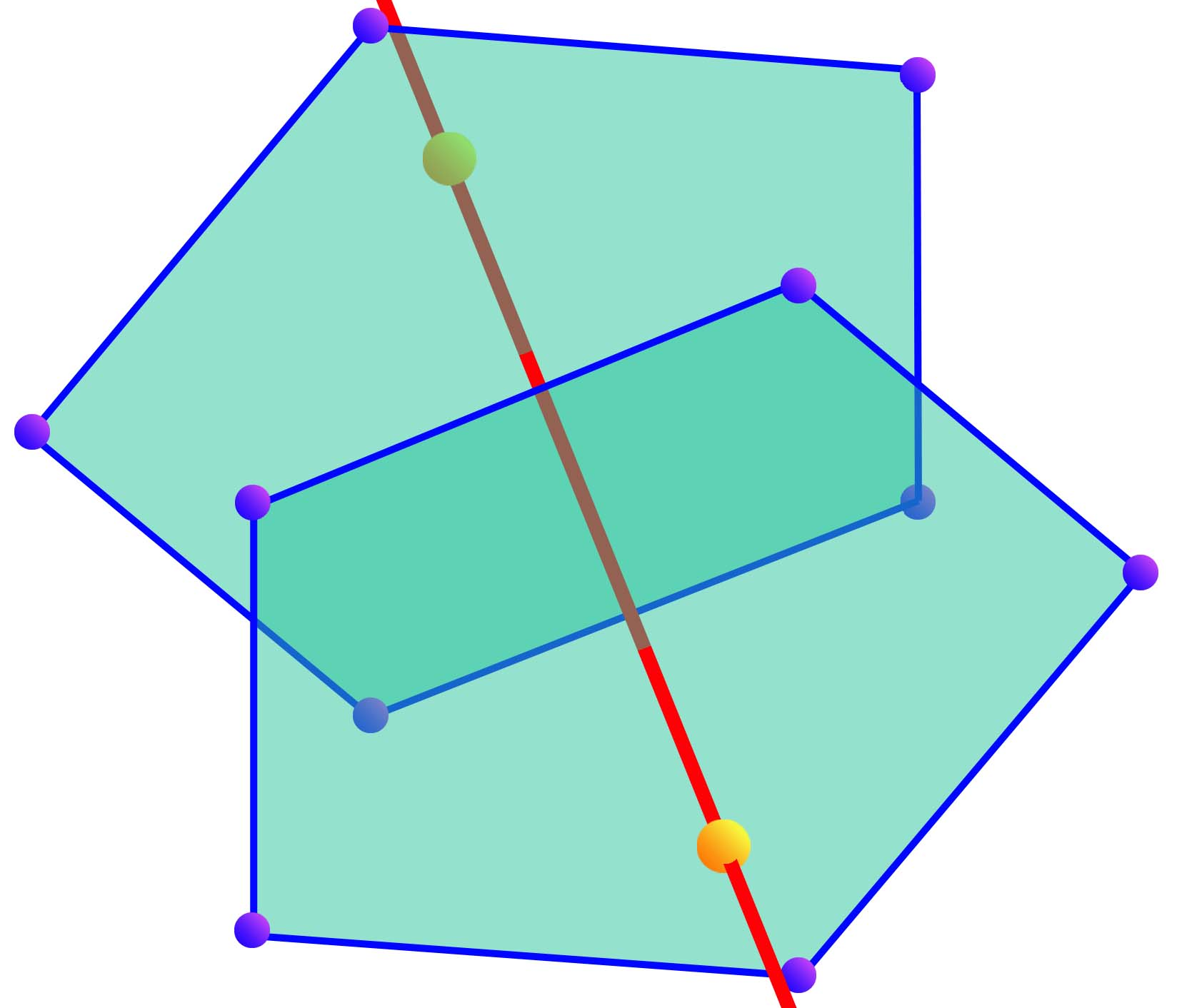
Fig. 7. Rotations d'un multiple d'un cinquième de tour des sommets de l'icosaèdre.

Il existe 2 rotations d'un tiers de tour par paire de faces. Le solide contient 20 faces ; on en déduit qu'il existe 20 rotations de cette nature.
La figure 7 illustre le cas d'une rotation dont l'axe passe par deux sommets opposés. Une telle rotation doit permuter les cinq arêtes passant par chacun de ces deux sommets, donc c'est un multiple d'un cinquième de tour. Les sommets sont encore regroupés en 4 ensembles. Les deux extrêmes sont composés d'un unique point, les deux ensembles les plus proches du centre forment chacun un pentagone régulier. Ils sont de même taille et sont encore décalés d'un demi-tour. Il existe 4 rotations d'axes passant par deux sommets, laissant globalement invariant le solide, si l'on néglige la rotation d'angle nul. Il existe 12 sommets et 6 axes contenant deux sommets opposés, soit 24 rotations de cette nature.
Symétries impropres de l'icosaèdre — 
Il existe 60 symétries impropres laissant l'icosaèdre (régulier convexe) globalement invariant : la symétrie centrale par rapport au centre du solide, 15 réflexions (symétries orthogonales par rapport à des plans), 20 roto-inversions d'un tiers de tour et 24 roto-inversions d'un angle multiple d'un cinquième de tour.
En effet, les différentes illustrations précédentes montrent toutes que cette symétrie centrale laisse bien ce solide globalement invariant, et toute roto-inversion d'angle α (produit d'une rotation d'angle α par une symétrie de centre un point de l'axe) est une antirotation d'angle α + π (produit d'une rotation d'angle α + π par une réflexion de plan perpendiculaire à l'axe), donc une réflexion si α = π.

### Figures remarquables de l'icosaèdre

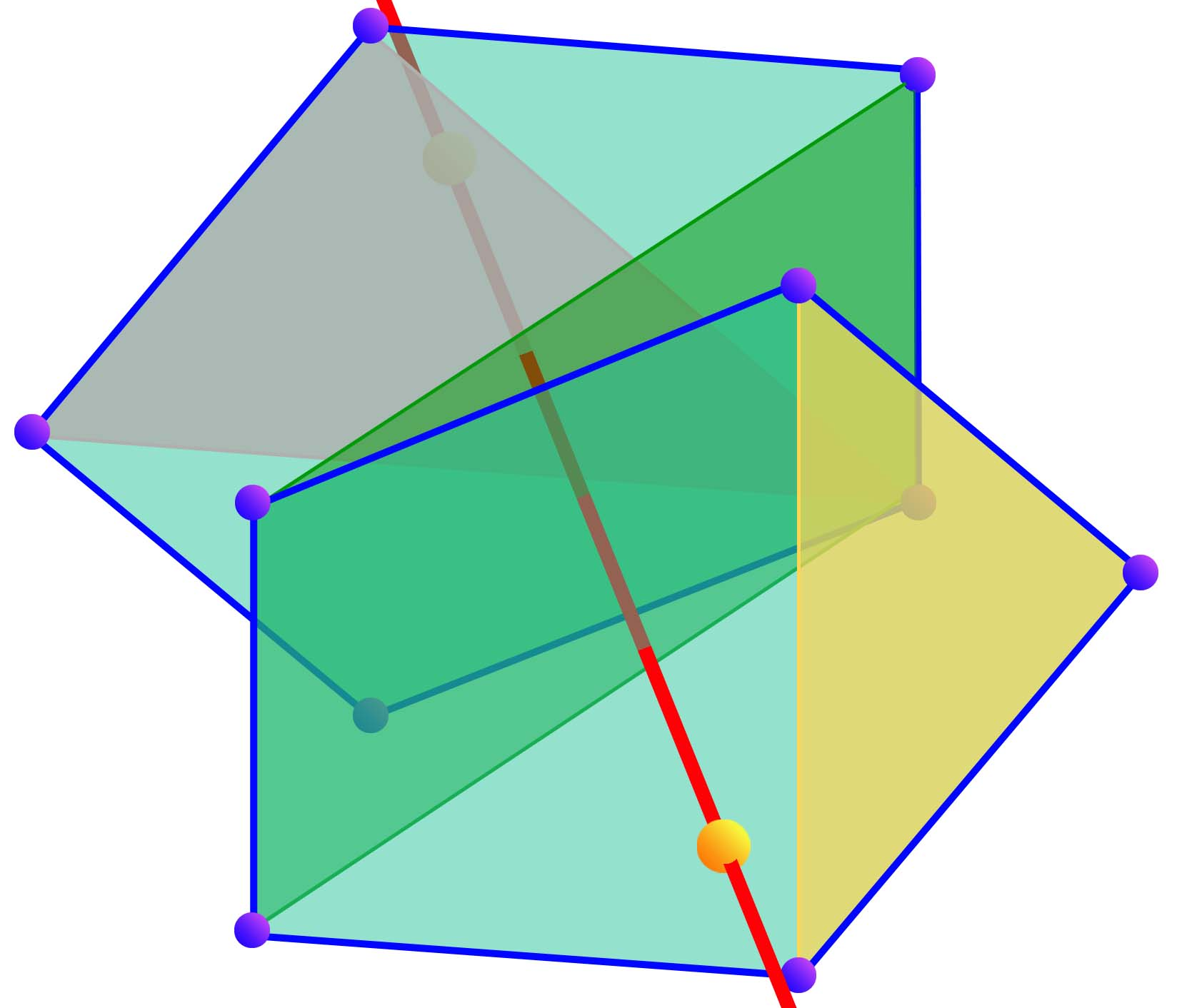
Fig. 8. Les polygones associés au nombre d'or sont présents dans l'icosaèdre.

Les symétries d'ordre 3 et 5 introduisent les figures géométriques planes associées à ces symétries.
Une symétrie plane d'ordre 3 a pour groupe de symétrie le triangle équilatéral (cf. « Réseau (géométrie) »). Il est naturel d'en trouver la trace dans l'icosaèdre. Il est possible de construire de tels triangles avec les différents sommets du solide. Chaque axe passant par le centre de deux faces opposées traverse en leurs centres 4 triangles équilatéraux. Deux de ces triangles sont des faces. Les deux autres, représentés en violet sur la figure 6, ont un côté en proportion d'extrême et moyenne raison par rapport à une arête du polyèdre. Ceci signifie que le côté d'un rectangle violet divisé par la longueur d'une arête est égal au nombre d'or.
Pour chaque paire de faces, on trouve 2 petits triangles équilatéraux et 2 grands, soit un total de 12 petits triangles équilatéraux et autant de grands.
La présence du nombre d'or n'est guère surprenante, elle intervient dans l'expression d'une rotation d'ordre 5 et par conséquent dans les rapports de dimensions d'un pentagone. Parallèlement à chaque axe passant par deux sommets opposés, on trouve deux pentagones dont le plan est orthogonal à l'axe. Chaque sommet du pentagone est aussi un sommet de deux triangles d'or de géométries différentes. Un triangle est dit d'or quand il est isocèle et que le grand et le petit côté sont en proportion d'extrême et de moyenne raison. Il en existe deux types différents, ceux ayant deux grands côtés, en gris sur la figure 8 et ceux ayant deux petits côtés, en jaune. Chaque sommet d'un pentagone est le sommet adjacent à deux côtés égaux d'un triangle d'or de chaque type. La figure contient 2 pentagones, soit 10 sommets et 20 triangles d'or. Il existe 6 axes différents passant par deux sommets opposés, soit 120 triangles d'or.
On trouve aussi des rectangles d'or, c'est-à-dire des rectangles dont la longueur et la largeur ont un rapport égal au nombre d'or. On en trouve exactement 1 par côté du pentagone, le deuxième côté se situe alors sur l'autre pentagone. Un exemple est illustré en vert sur la figure 8. Comme il existe 5 paires d'arêtes de cette nature pour chaque couple de pentagones, on trouve 30 rectangles d'or.

### Polyèdre dual

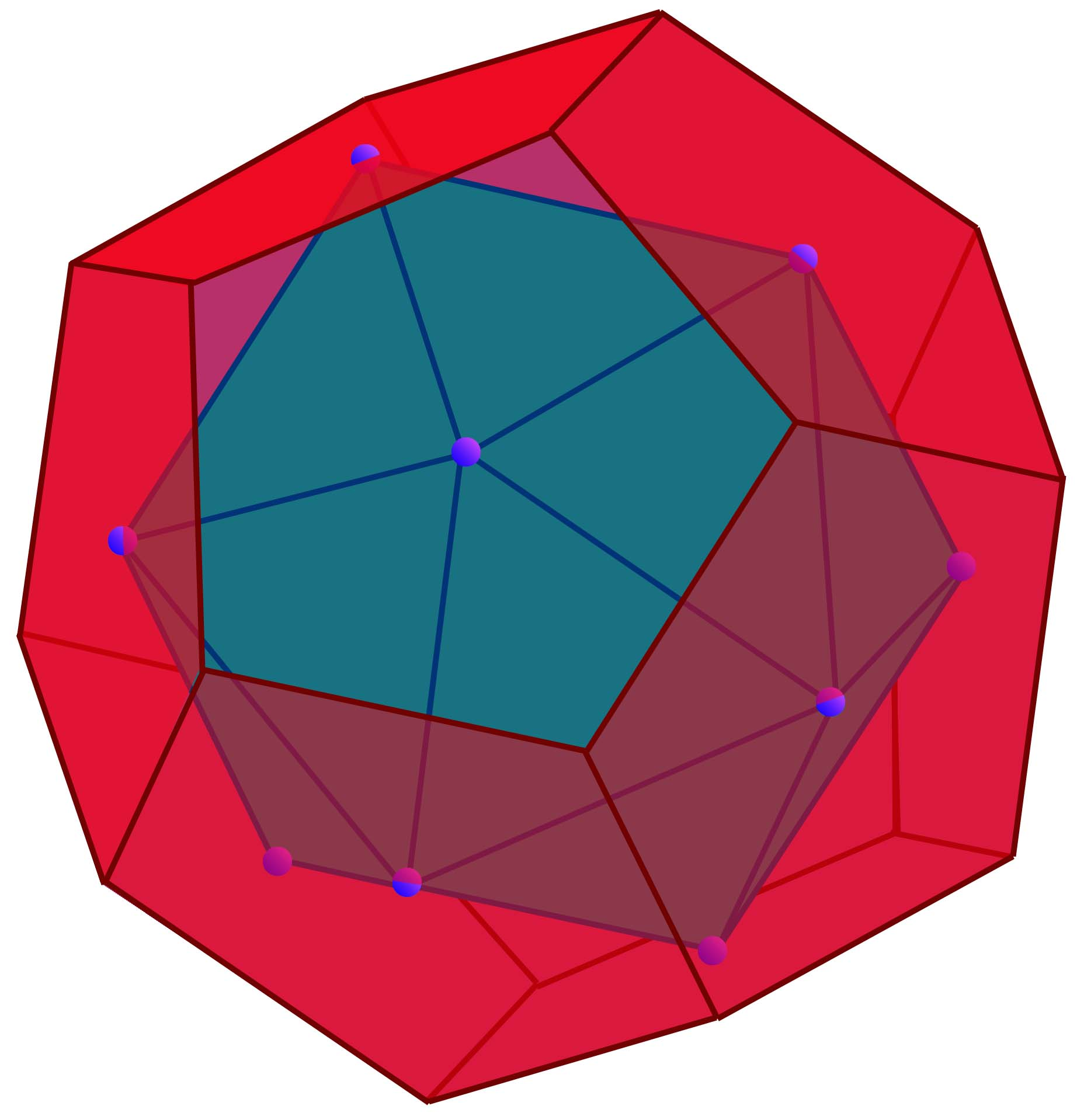
Fig. 9. Le polyèdre dual d'un dodécaèdre régulier est un icosaèdre.

À l'aide d'un polyèdre régulier, il est possible d'en construire un nouveau, de sommets les centres des faces du solide initial. Le dual d'un solide de Platon est encore un solide de Platon.
Dans le cas d'un icosaèdre, le dual possède 20 sommets et chaque face est un pentagone régulier car chaque sommet est partagé par 5 arêtes. Le polyèdre obtenu est un dodécaèdre régulier convexe, un solide composé de 12 faces pentagonales. Réciproquement, le dual d'un dodécaèdre, solide de Platon, est un polyèdre régulier convexe à 12 sommets. Comme chaque sommet du dodécaèdre est partagé par 3 arêtes, les faces de son dual sont des triangles équilatéraux. On reconnaît l'icosaèdre. Cette propriété est générale aux polyèdres, le dual du dual d'un polyèdre est une homothétie du solide initial.
Une symétrie qui laisse globalement invariant l'icosaèdre laisse aussi invariant l'ensemble des milieux de ses faces. On en déduit que toute symétrie de l'icosaèdre est aussi une symétrie du dodécaèdre. Réciproquement, le même raisonnement montre que toute symétrie du dodécaèdre est aussi une symétrie de l'icosaèdre. Les deux ensembles d'isométries, associés aux deux polyèdres duaux sont les mêmes. Ici, le terme de symétrie est utilisé au sens d'isométrie.

## Grandeurs caractéristiques
Le tableau suivant présente les différentes grandeurs caractéristiques de l'icosaèdre régulier convexe :
| Dimensions d'un icosaèdre dont la longueur de l'arête est {\displaystyle a} | Dimensions d'un icosaèdre dont la longueur de l'arête est {\displaystyle a}                                                              | Dimensions d'un icosaèdre dont la longueur de l'arête est {\displaystyle a} |
| --------------------------------------------------------------------------- | --- | --------------------------------------------------------------------------- |
| Angle dièdre                                                                | {\displaystyle \alpha \,=2\;\arctan(\varphi ^{2})=\,\pi -\arcsin \left({\frac {2}{3}}\right)\,\mathrm {rad} \approx 138^{\circ }11'23''} |                                                                             |
| Rayon de la sphère circonscrite                                             | {\displaystyle r_{ext}\,=\,{\frac {a}{2}}{\sqrt {2+\varphi }}=\,{\frac {a}{2}}{\sqrt {\varphi {\sqrt {5}}}}\approx 0{,}95\,a}            |                                                                             |
| Rayon de la sphère inscrite                                                 | {\displaystyle r_{int}\,=\,{\frac {a}{6}}{\sqrt {3}}(1+\varphi )\approx 0{,}76\,a}                                                       |                                                                             |
| Arête du cube circonscrit                                                   | {\displaystyle c\,=\,a\varphi \approx 1{,}62\,a}                                                                                         |                                                                             |
| Hauteur de l'icosaèdre (distance entre deux faces opposées)                 | {\displaystyle h\,=2r_{int}\,=\,{\frac {a}{3}}{\sqrt {3}}(1+\varphi )\approx 1{,}51\,a}                                                  |                                                                             |
| Volume                                                                      | {\displaystyle V\,=\,{\frac {5(1+\varphi )}{6}}a^{3}\approx 2{,}18\,a^{3}}                                                               |                                                                             |
| Fraction de sphère circonscrite occupée                                     | {\displaystyle {\frac {V}{V_{s}}}\,=\,{\frac {\sqrt {2+\varphi }}{\pi }}\approx 0{,}61}                                                  |                                                                             |
| Aire                                                                        | {\displaystyle A\,=\,5{\sqrt {3}}a^{2}\approx 8{,}66\,a^{2}}                                                                             |                                                                             |
| Quotient isopérimétrique                                                    | {\displaystyle 36\pi {\frac {V^{2}}{A^{3}}}=\,{\frac {\varphi ^{4}\pi }{15{\sqrt {3}}}}\approx 0{,}83}                                   |                                                                             |

Dans ce tableau {\displaystyle \varphi } désigne le nombre d'or, égal à (1 + √5)/2.

L'angle dièdre est l'angle entre deux plans contenant chacun une face de l'icosaèdre, les deux faces ayant une arête commune.

## Structure mathématique d'un icosaèdre, solide de Platon

### Construction par les coordonnées

Fig. 10. Il existe un repère cartésien orthonormal permettant d'exprimer simplement les coordonnées des sommets de l'icosaèdre, si la longueur d'une arête est égale à 2.

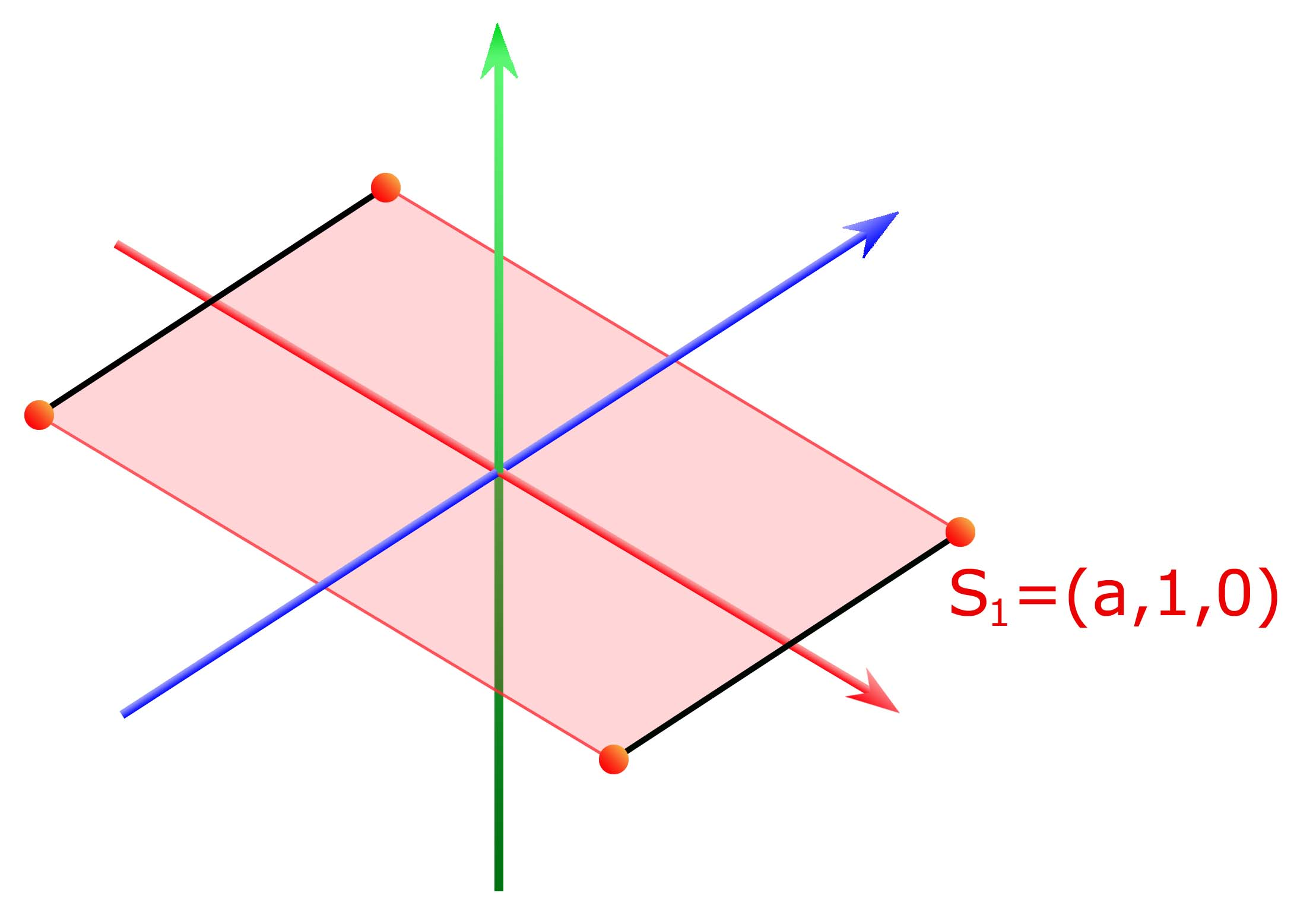
Fig. 11.

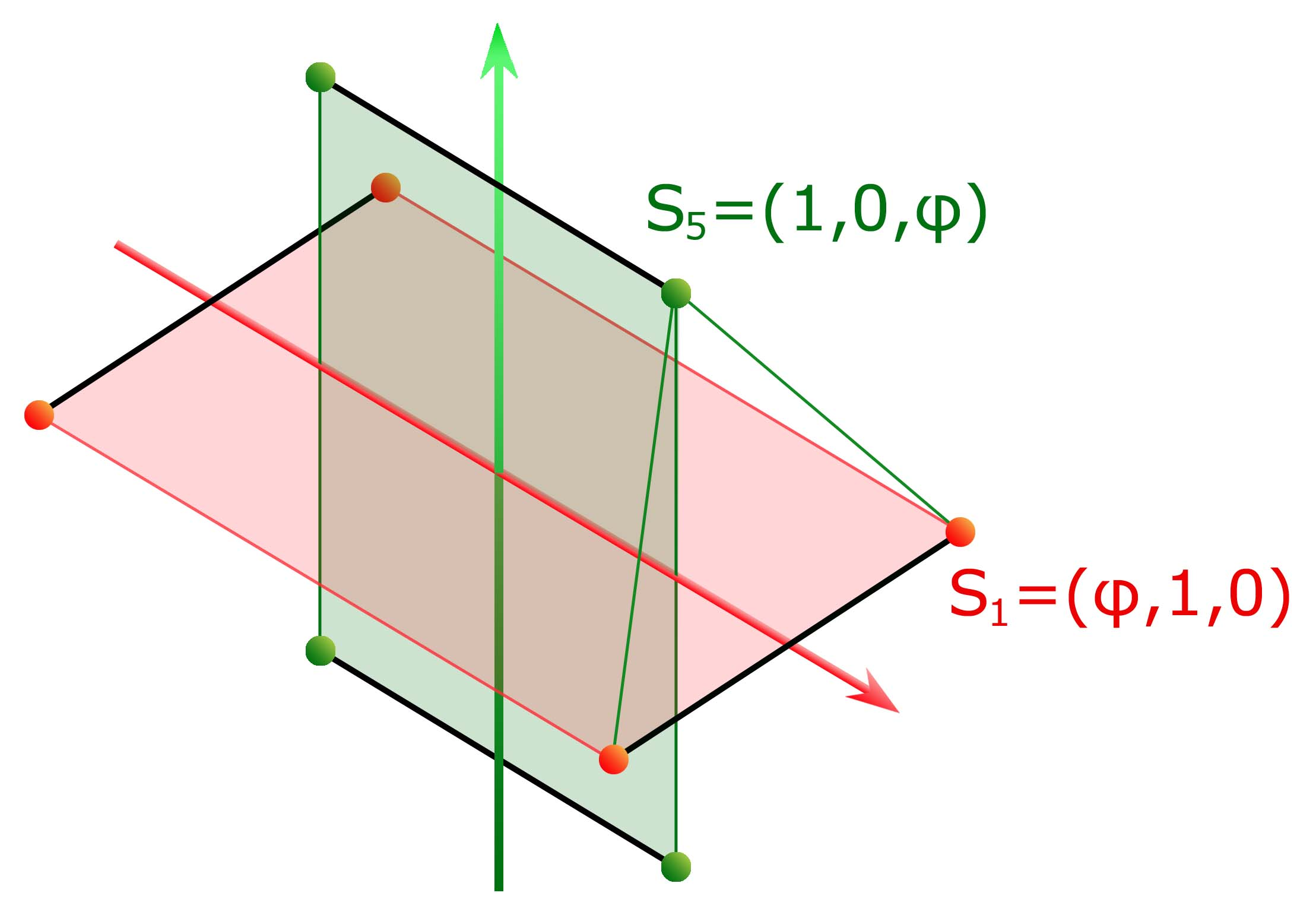
Fig. 12.

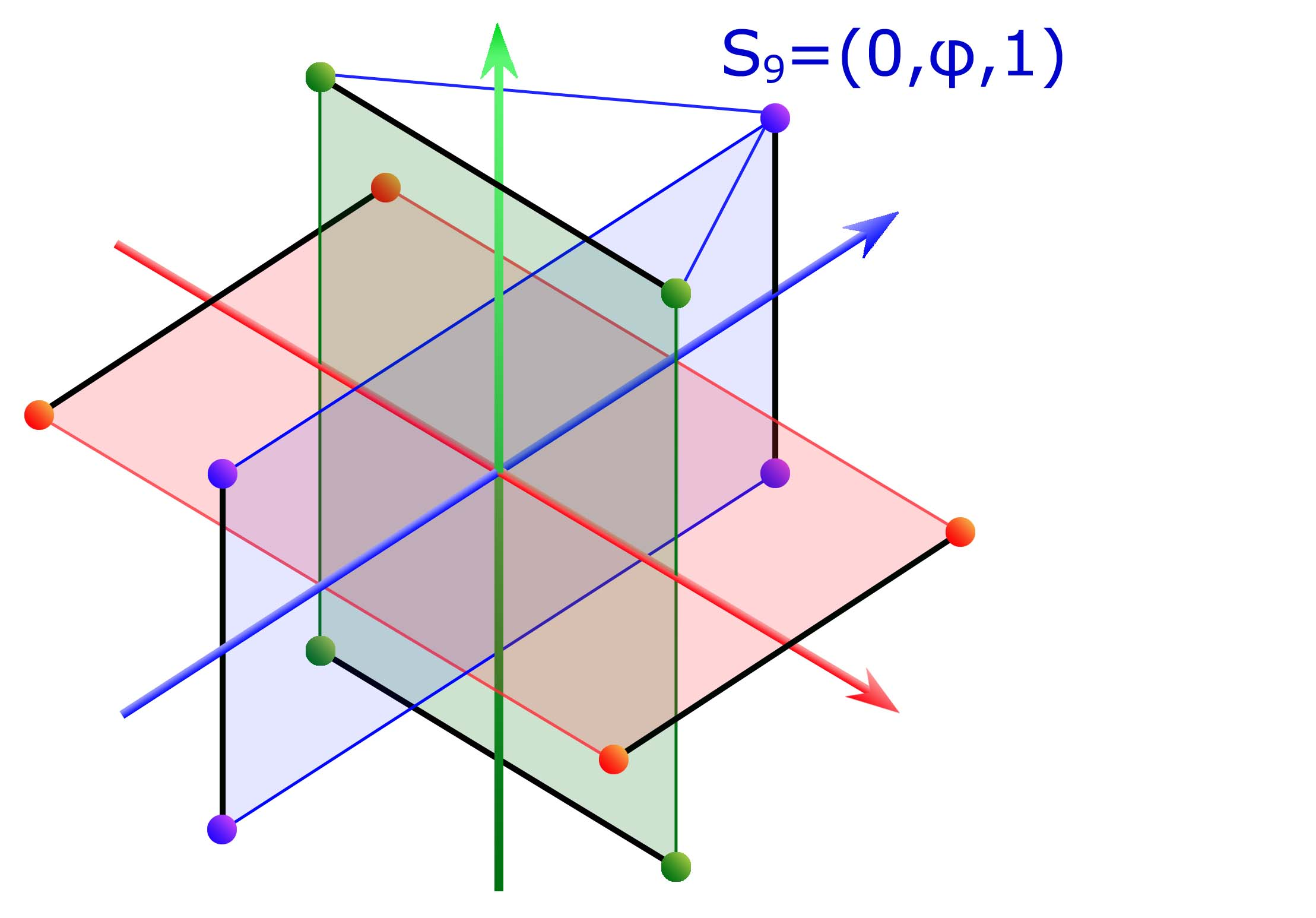
Fig. 13.

La première partie de cet article présente plusieurs résultats mais aucune preuve. Une méthode simple pour démontrer l'existence d'un icosaèdre régulier convexe consiste à déterminer des points, candidats à être les sommets d'un polyèdre régulier convexe. La démarche utilisée ici consiste à trouver un ensemble de points E possédant 4 propriétés qui sont vérifiées si ces points sont les sommets de l'icosaèdre :
- l'ensemble E possède 12 sommets ;
- il existe une sphère contenant tous les points de E ;
- le polyèdre P, enveloppe convexe de E, possède des faces formant toutes des triangles équilatéraux ;
- si l'on choisit astucieusement le repère, multiplier n'importe quelle coordonnée d'un sommet par –1 d'un point de E donne encore un point de E.

La dernière propriété est une conséquence de la stabilité de l'icosaèdre par trois rotations d'un demi-tour et d'axes perpendiculaires deux à deux. Pour obtenir des calculs simples, il est judicieux de fixer la longueur d'une arête à 2 et de positionner celle la plus à droite, parallèle à l'axe des y. On obtient les coordonnées suivantes :
Ici {\displaystyle \varphi } désigne le nombre d'or, égal à (1 + √5)/2. Une fois les coordonnées établies, on dispose d'une preuve de l'existence d'un icosaèdre régulier convexe à 12 sommets. On peut en effet montrer que P est un polyèdre régulier à 12 sommets. Il suffit de vérifier que pour tout sommet, il existe exactement 5 arêtes contenant ce sommet, qu'elles sont de mêmes longueurs et que ces 5 arêtes définissent bien 5 triangles équilatéraux.
Ces coordonnées permettent aussi de calculer les constantes caractéristiques de l'icosaèdre, décrites dans le paragraphe précédent.

### Groupe de symétrie
La loi de composition des isométries d'un espace euclidien de dimension 3 confère à l'ensemble de ces applications une structure de groupe. Les isométries laissant globalement invariant l'icosaèdre forment un sous-groupe, d'ordre 120 : le groupe de symétrie de l'icosaèdre.
Théorème — 
Le groupe de symétrie de l'icosèdre est isomorphe au produit direct du groupe alterné A5 par le groupe cyclique d'ordre 2.
En effet :
- l'article « Groupe alterné » montre que le sous-groupe des rotations de l'icosaèdre est isomorphe au groupe alterné A5 (le groupe des permutations paires d'un ensemble de 5 éléments). Cette démonstration assure au passage l'existence d'un solide de Platon à 12 sommets, 30 arêtes et 20 faces qui sont des triangles équilatéraux (en un certain sens, il n'existe qu'une manière représenter le groupe A5 comme un ensemble de 60 rotations d'un espace euclidien de dimension 3) ;
- la symétrie centrale par rapport au centre du polyèdre commute à ces 60 rotations.

## Applications

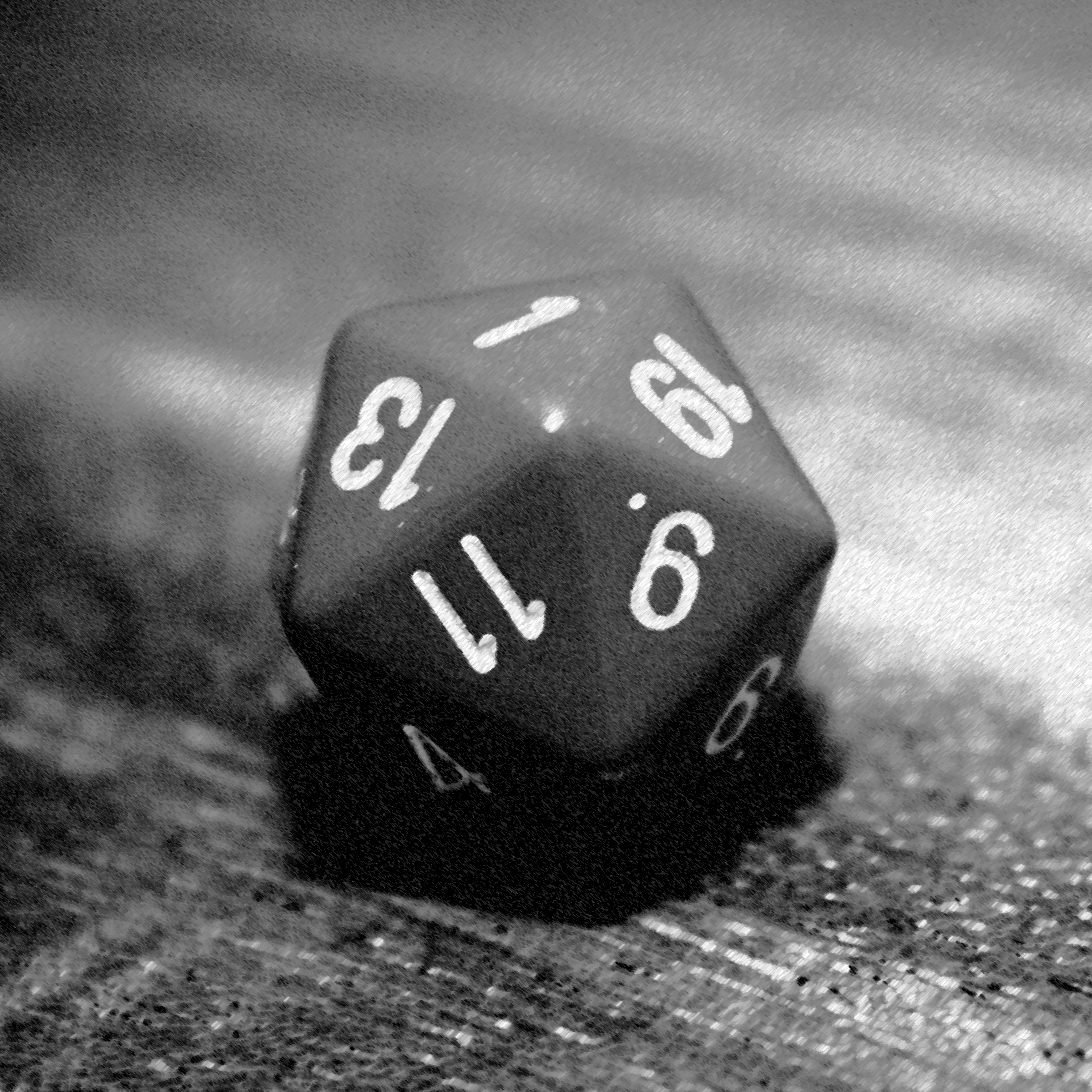
D20 icosaédral couramment utilisé en jeux de rôle sur table.
- Projection de Fuller en animation.

- La projection de Fuller (ou carte Dymaxion), une projection cartographique, est une projection gnomonique sur un icosaèdre.
- En biologie moléculaire, beaucoup de virus, comme le virus de l'herpès, ont la forme d'un icosaèdre. Les capsides sont formées de sous-unités protéiques identiques répétées, et la forme d'un icosaèdre est la forme la plus adaptée pour assembler ces sous-unités, car elle permet un espace maximal pour le génome. En effet, parmi les solides de Platon de volume donné, l'icosaèdre est celui dont la sphère inscrite est la plus grosse.
- En remplaçant chaque arête de l'icosaèdre par une résistance d'un ohm, la mesure de la résistance entre deux coins opposés donne 0,5 Ω, et entre deux coins adjacents 11/30 Ω.
- Dans le domaine de la danse, Rudolf Laban a utilisé la notion d'icosaèdre pour développer une théorie sur l'espace.
- Comme les autres solides de Platon, les icosaèdres sont souvent utilisés dans les jeux de rôle sur table pour faire des dés à 20 faces, communément appelés d20.
- C'est un icosaèdre qui se trouve à l'intérieur de la Magic 8-Ball, avec les vingt réponses possibles de la boule inscrites sur ses différentes faces.
- Dans la série télévisée Castlevania, le comte Dracula se sert d'un icosaèdre ornementé comme un outil de guidage afin de déplacer son château.
- Cyrano de Bergerac, le personnage d'Edmond Rostand énumère sept moyens (tous plus farfelus et inefficaces les uns que les autres) pour aller voyager dans les états du ciel et de la lune. L'un d'eux se base sur la raréfaction de l'air et fait bon usage d'un icosaèdre[11] « Et je pouvais encore / Faire engouffrer du vent pour prendre mon essor, / En raréfiant l'air dans un coffre de cèdre / Par des miroirs ardents, mis en icosaèdre ! »[12]